# Bolaños-Buschratte
Die Bolaños-Buschratte (Neotoma palatina) ist eine seltene, wenig erforschte Nagetierart aus der Gattung der Amerikanischen Buschratten (Neotoma). Sie ist im mexikanischen Bundesstaat Jalisco endemisch.

## Merkmale
| 1 | · | 0 | · | 0 | · | 3 | = 16 |
| 1 | · | 0 | · | 0 | · | 3 | = 16 |

Die Bolaños-Buschratte ist eine große Buschratte, die eine Gesamtlänge von 326 bis 404 mm erreicht. Die Schwanzlänge beträgt 144 bis 180 mm, die Hinterfußlänge 34 bis 39 mm, die Ohrenlänge 28 bis 32 mm und das Gewicht von einem untersuchten Exemplar beträgt 198 g. Das Fell ist kurz und rau. Der Mittelrücken ist aufgrund der schwarzen Unterfellhaare dunkel. Die Flanken und die Wangen sind hell zimtfarben. Der Bauch ist weißlich. Die Brust, die Hüften und die Schnauze sind graubraun. Die Füße sind weiß. Die Ohren sind schmal. Der spärlich behaarte Schwanz ist zweifarbig, schwarz an der Oberseite und weißlichgrau an der Unterseite. Von der Großohr-Buschratte (N. micropus), der Weißkehl-Buschratte (N. albigula) und der Goldman-Buschratte (N. goldmani) unterscheidet sich die Art durch die Keilbein-Gaumenbein-Öffnung (Foramen sphenopalatinum). Die Nelson-Buschratte (N. nelsoni) hat einen einfarbigen Schwanz. Die Weißkehl-Buschratte und die Wüsten-Buschratte (N. lepida) haben kontrastierende zweifarbige Schwänze. Die Mexikanische Buschratte (N. mexicana) und die Tamaulipan-Buschratte (N. angustapalata) haben einen vorderen Innenhöcker auf dem ersten Molar (M1), der sich über die Hälfte des Zahns ausdehnt, während er sich bei der Bolaños-Buschratte auf weniger als die Hälfte des Zahns erstreckt. Die Zahnformel lautet I 1/1 - C 0/0 - PM 0/0 - M 3/3, insgesamt hat die Bolaños-Buschratte also 16 Zähne.

## Lebensraum
Die Bolaños-Buschratte bewohnt Ufervegetation häufig an naheliegenden vorstehenden Hängen entlang von Sandbänken und felsigen Umgebungen, einschließlich Steinwänden. Ferner ist sie im trockenen Buschland in Höhenlagen zwischen 938 m und 1904 m anzutreffen.

## Lebensweise
Über die Lebensweise ist fast nichts bekannt. Ein Weibchen mit Embryo wurde im August gefangen.

## Status
Die IUCN klassifiziert die Bolaños-Buschratte in die Kategorie „gefährdet“ (vulnerable). Die Größe des Verbreitungsgebiets beträgt weniger als 20.000 km2. Aufgrund der spärlichen Sichtungen an weniger als elf Orten wird diese Art als selten betrachtet. Im Jahr 2007 wurde die El-Cajón-Talsperre stromabwärts vom Hauptverbreitungsgebiet dieser Art fertiggestellt. Es ist zu befürchten, dass die Flussüberschwemmungen, die von dieser Talsperre verursacht werden, zu einem erheblichen Lebensraumverlust für die Bolaños-Buschratte führen werden.